# Polyommatus fusca-thestylis
Polyommatus fusca-thestylis är en fjärilsart som beskrevs av Tutt 1910. Polyommatus fusca-thestylis ingår i släktet Polyommatus och familjen juvelvingar. Inga underarter finns listade i Catalogue of Life.